# Ferenc Machos
Ferenc Machos (en húngaro: Machos Ferenc; Tatabánya, Hungría, 30 de junio de 1932-Budapest, Hungría, 3 de diciembre de 2006) fue un jugador y entrenador de fútbol húngaro. En su etapa como jugador profesional se desempeñaba como delantero.

## Selección nacional
Fue internacional con la selección húngara en 29 ocasiones y convirtió 13 goles. Formó parte de la selección subcampeona de la Copa del Mundo de 1954, pese a no haber jugado ningún partido durante el torneo.

### Participaciones en Copas del Mundo
| Mundial                        | Sede  | Resultado  | Partidos | Goles |
| ------------------------------ | ----- | ---------- | -------- | ----- |
| Copa Mundial de Fútbol de 1954 | Suiza | Subcampeón | 0        | 0     |

## Equipos

### Como jugador
| Equipo             | País    | Año       |
| ------------------ | ------- | --------- |
| Tatabányai Bányász | Hungría | 1950-1952 |
| Szegedi Honvéd SE  | Hungría | 1953      |
| Budapest Honvéd FC | Hungría | 1954-1959 |
| Vasas SC           | Hungría | 1960-1965 |

### Como entrenador
| Equipo                         | País    | Año       |
| ------------------------------ | ------- | --------- |
| Vasas SC (reserva)             | Hungría | 1965-1968 |
| Selección nacional (juveniles) | Hungría | 1969-1970 |
| Vasas SC                       | Hungría | 1970-1972 |

## Palmarés

### Campeonatos nacionales
| Título              | Equipo             | País    | Año  |
| ------------------- | ------------------ | ------- | ---- |
| Nemzeti Bajnokság I | Budapest Honvéd FC | Hungría | 1954 |
| Nemzeti Bajnokság I | Budapest Honvéd FC | Hungría | 1955 |
| Nemzeti Bajnokság I | Vasas SC           | Hungría | 1961 |
| Nemzeti Bajnokság I | Vasas SC           | Hungría | 1962 |
| Nemzeti Bajnokság I | Vasas SC           | Hungría | 1965 |

### Copas internacionales
| Título       | Equipo             | Sede               | Año  |
| ------------ | ------------------ | ------------------ | ---- |
| Copa Mitropa | Budapest Honvéd FC | Budapest (Hungría) | 1959 |
| Copa Mitropa | Vasas SC           | Viena (Austria)    | 1965 |

### Distinciones individuales
| Distinción                                | Año  |
| ----------------------------------------- | ---- |
| Máximo goleador de la Nemzeti Bajnokság I | 1955 |